# Крещенецкий, Никита Аверкович
Никита Аверкович Крещенецкий (7 мая 1907 — 1991) — советский хозяйственный деятель, Герой Социалистического Труда.

## Биография
Родился 7 мая 1907 году в селе Демидовка. Член КПСС.
В 1921—1941 гг. — крестьянин, организатор и руководитель коллективного сельского хозяйства в Киевской/Винницкой области Украинской ССР.
Участник Великой Отечественной войны в составе 63-го запасного стрелкового полка.
В 1944—1948 — участник восстановления сельского хозяйства в Винницкой области.
В 1947—1968 — председатель колхоза имени Петровского Тростянецкого района Винницкой области Украинской ССР.
Указом Президиума Верховного Совета СССР от 22 марта 1966 года присвоено звание Героя Социалистического Труда с вручением ордена Ленина и золотой медали «Серп и Молот».
Умер в 1991 году в селе Демидовка.

## Награды и звания
- Герой Социалистического Труда (22.03.1966)
- Орден Ленина (04.05.1951, 26.02.1958, 22.03.1966)
- Орден Красной Звезды